# Jägersruh (Hof)
Jägersruh ist ein Gemeindeteil der kreisfreien Stadt Hof (Regierungsbezirk Oberfranken, Bayern). Jägersruh liegt in der Gemarkung Leimitz und gehört zum Stadtteil Leimitz-Jägersruh.

## Geografie
Nördlich des Dorfes entspringt der Leimitzbach, ein rechter Zufluss der Sächsischen Saale. Im Süden fließt der Dorschenbach vorbei, ein rechter Zufluss der Südlichen Regnitz. Im Osten grenzt das Langenbachholz an. Im Westen steigt das Gelände zur Wart (572 m ü. NHN) an. Die Staatsstraße 2192 führt nach Hof (3,2 km westlich) bzw. nach Neugattendorf (2,3 km östlich). Eine Gemeindeverbindungsstraße führt nach Döberlitz (1,3 km südöstlich).

## Geschichte
Jägeruh wurde auf dem Gemeindegebiet von Leimitz gegründet. Der Ort wurde im Topographischen Atlas des Königreiches Bayern in der Ausgabe 1919 erstmals verzeichnet, jedoch ohne Namen.  Im Zuge der Gebietsreform in Bayern wurde Jägersruh am 1. Januar 1977 nach Hof eingemeindet.

### Einwohnerentwicklung
| Jahr      | 1925  | 1950  | 1961   | 1970   | 1987  |
| Einwohner | 91    | 322   | 378    | 436    | 600   |
| Häuser    | 5     | 28    | 53     |        | 147   |
| Quelle    | [ 8 ] | [ 9 ] | [ 10 ] | [ 11 ] | [ 1 ] |

## Religion
Jägersruh ist evangelisch-lutherisch geprägt und bis heute nach St. Michaelis (Hof) gepfarrt.